# Erminia Maricato
Erminia Terezinha Menon Maricato (Santa Ernestina, 1947) é uma arquiteta, urbanista, professora, pesquisadora e ativista brasileira. É reconhecida por seu trabalho no campo do urbanismo e sua luta pela Reforma Urbana no Brasil, que a levou a ocupar cargos públicos, tendo participado ativamente da criação do Ministério das Cidades. 

## Biografia e carreira
Erminia nasceu em Santa Ernestina, no interior de São Paulo, em 1947. Na adolescência ela estudou Química Industrial no segundo grau e chegou a iniciar a Faculdade de Física na Universidade de São Paulo por ter facilidade com matemática, até que em 1967, entra na Faculdade de Arquitetura e Urbanismo da USP, a FAUUSP. Era uma época de ebulição do movimento estudantil durante a ditadura militar, e ela se envolve, participando da criação do Partido dos Trabalhadores e de movimentos habitacionais da época. 
Após se formar em 1971, Erminia se especializa no campo do planejamento urbano, tendo concluído também na FAUUSP o mestrado em 1977 e o doutorado em 1984. 
Defendeu a proposta de Reforma Urbana de iniciativa popular na Assembleia Constituinte do Brasil em 1988, onde pela primeira vez a questão urbana passa a ter um capítulo próprio na carta magna. Em 1989, no governo de Luiza Erundina em São Paulo, ela se torna Secretária de Habitação e Desenvolvimento Urbano, ficando no cargo até 1992. Foi também autora de todas as propostas para a área urbana das candidaturas de Lula para a presidência de 1989 até a vitória em 2002.
Na USP, fundou o Laboratório de Habitação e Assentamentos Humanos da FAUUSP em 1997 e se tornou professora titular em 1999. Coordena a Pós Graduação da FAUUSP de 1998 a 2002, quando se torna Secretária Executiva do Ministério das Cidades, ministério esse que ela coordenou a criação. Para o movimento de luta pela reforma urbana, ter uma pasta para isso seria um passo importante para consolidar o planejamento urbano como uma política de estado. No ministério, foi coordenadora técnica da Política Nacional de Desenvolvimento Urbano e ocasionalmente assume o cargo de ministra. Ela deixa o cargo em 2005, com as mudanças de rumo da política petista.
Em 2009, foi conselheira do Programa das Nações Unidas para os Assentamentos Humanos (UN-Habitat). Foi também Professora visitante do Human Settlements Centre da University of British Columbia, no Canadá, em 2002 e da School of Architecture and Urban Planning of Witwatersrand de Joanesburgo, na África do Sul, em 2006.
Atualmente aposentada da USP, Erminia é professora visitante do Instituto de Economia da Unicamp e professora colaboradora da Pós Graduação da FAUUSP, além de participar de eventos e corpos editoriais. Recentemente também participou também da formação da Frente Povo sem Medo..
É uma das coordenadoras do BrCidades, uma articulação nacional para construir um projeto pras cidades brasileiras, e que faz parte de uma iniciativa da Frente Brasil Popular.

## Livros
2015 - Para entender a crise urbana. São Paulo: Expressão Popular.
2011 - O impasse da política urbana no Brasil. Petrópolis: Vozes.
2009 - A cidade do pensamento único (com Carlos Vainer e Otilia Beatriz Fiori Arantes). Petrópolis: Vozes. 
2001 - Brasil, cidades: alternativas para a crise urbana. Petrópolis: Vozes, 2001.
1999 - Cenários do Contraste. Uma incursão no interior da habitação popular paulistana (com Telmo Pamplona e Yvonne Mautner) 
1997 - Habitação e cidade. São Paulo: Atual.
1996 - Metrópole na periferia do capitalismo. São Paulo: Hucitec.
1987 - Política habitacional no regime militar. Petrópolis: Ed. Vozes.
1979 - A produção capitalista da casa (e da cidade) no Brasil industrial. São Paulo, SP: Alfa Omega.